# El auténtico Rodrigo Leal
 (срп. Прави Родриго Леал) колумбијска је теленовела, продукцијске куће Каракол ТВ, снимана 2003.

## Синопсис
Који разлог може да има разуман, миран и уравнотежен човек као Родриго Леал, да постане један од учесника „Хотела Реал“, новог риjалити шоуа?
Родриго је до скоро имао све, а најважнија му је била његова срећа. Отишао је из свог малог села у престоницу како би студирао гастрономију и кратко време био је шеф кухиње једног од најугледнијих градских ресторана. Мислио је да је заљубљен и био је на корак до брака са Лусијом Виљамил - самохраном мајком и женом спремном на све како би уловила мушкарца који ће издржавати њу и њену породицу. Лусијина породица га је обожавала, а он им је, у знак захвалности што су га лепо прихватили, отворио, како би могли да опстану. Убеђен да у животу треба ризиковати, Родриго ставља кућу своје свекрве Долорес под хипотеку, убеђен да ће моћи редовно да отплаћује месечне рате кредита.
Није био спреман на то да ће се судбина поиграти са њим. Ресторан у коме је радио, је банкротирао и Родриго је остао без посла. Сигуран у своје Кулинарство|кулинарске способности, био је убеђен да ће већ сутрадан наћи посао, због чега је одлучио да ништа не каже породици Виљамил. Али месеци су пролазили, а он - није нашао посао. Каснио је са отплаћивањем кредита, због чега га је банка обавестила да је на корак да изгуби кућу Виљамилових.
Тако је Родриго, очајан и спреман на све како би задржао кућу, дошао на кастинг за „Хотел Реал“. Морао је да освоји тих 300 милиона пезоса које је Канал 3 обећао победнику. Нажалост, бива одбијен на аудицији, јер је за продукцију он био само још један очајник жељан новца. Али није се предао! Чуо је да бескрупулозни продуцент програма, Анибал Лопез, тражи хомосексуалца за свој шоу, због чега је одлучио да уђе у кожу хомосексуалца!
Уз помоћ Лукаса Белтрана, водитеља на Каналу 3 и његовог најбољег пријатеља, поново се појављује на аудицији, у нешто другачијем издању. Несвестан последица које му то може донети, уверава Анибала да му неће бити проблем да целој земљи призна да воли мушкарце и тако свима открије ко је прави Родриго Леал.
Анибал је добио шта је желео, а Родриго више није могао да се повуче. Изабран је за једног од десет домаћина Хотела Реал и потписује уговор где изјављује да је све што је рекао на аудицији тачно (у супротном би морао да плати огромну суму новца телевизији).
Није било времена да објасни Лусији зашто се одлучио на радикалан корак јер су га камере пратиле током паковања. Али отишао је смирен, јер је девојчином брату Родолфу оставио поруку у којој моли Лусију да не верује ничему што чује и што говоре о њему. Али Лусија никада није добила поруку.
Од момента када Родриго улази у Хотел Реал, где искушење никад не спава, његов живот се потпуно мења. Не само јер ће први изазов бити реконструкција рушевног хотела, уз помоћ странаца, који су се такође пријавили за учешће у шоуу: Едгар, Елоиса, Маријака, Рамон, Диана, Валентина, Сесар, Амалиа и Фелипе. Он не брине ни због тога што ће 24 сата бити под будним оком телевизијских камера, али и целе земље.
Изнад свега, почиње да сумња у своја осећања према Лусији кад угледа прелепу водитељку програма - Кармен Морену, која је њиме опчињена такође од првог тренутка. Међутим, уговор који је потписала најстроже забрањује Кармен да се емотивно веже за било ког учесника риалитија.
Шта ће се догодити када Анибал у својој болесној жељи да подигне рејтинг емисији натера Родрига да призна да је геј, поготово сада када се Родригу свиђа Кармен, када је Кармен безнадежно заљубљена у њега, а Лусија је убеђена да ће се, по завршетку шоуа, удати за њега?!

## Улоге
| Глумац                   | Улога                           |
| ------------------------ | ------------------------------- |
| Каролина Гомез           | Кармен Морена                   |
| Мартин Карпан            | Родриго Леал                    |
| Каролина Куерво          | Лусија Виљамил                  |
| Фабијан Риос             | Џексон                          |
| Кристина Компузано       | Диана де Реј                    |
| Салватор Касандро        | Рамон Ратон Реј                 |
| Маргарита Муњоз          | Валентина Манзур                |
| Морела Зулета            | Амалиа Гуеро                    |
| Карменса Косио           | Елоиса Вагеро                   |
| Хуан Пабло Љано          | Сесар Домингез                  |
| Натали Умања             | Марија Каталина Маријака Ваљехо |
| Маурисио Велез           | Едгар Кољазос                   |
| Маурисио Ирагори         | Фелипе Санчез                   |
| Хаиро Камарго            | Анибал Лопез                    |
| Мануел Хосе Чавез        | Родолфо Мигел Виљамил           |
| Лусес Веласкез           | Долорес Лола де Виљамил         |
| Марија Еухенија Арболеда | Виолета                         |
| Ана Марија Санчез        | Марта Пулгарин                  |
| Ракел Ерколе             | Алма                            |
| Хавијер Гонеко           | Сантијаго Урибе                 |
| Марија Исабел Хенао      | Глорија                         |